# Parthenoxylon pseudosassafras
Parthenoxylon pseudosassafras là loài thực vật có hoa trong họ Nguyệt quế. Loài này được (Blume) Blume miêu tả khoa học đầu tiên năm 1851.